# Contea di Franklin (Pennsylvania)
La contea di Franklin (in inglese Franklin County) è una contea dello Stato della Pennsylvania, negli Stati Uniti. La popolazione al censimento del 2010 era di 149 618 abitanti. Il capoluogo di contea è Chambersburg.

## Geografia fisica
La contea si trova nella parte meridionale della Pennsylvania. L'U.S. Census Bureau certifica che l'estensione della contea è di 2001 km², di cui 2 km² costituiti da acque interne.
La contea si trova nella parte centro-meridionale dello Stato, al confine con il Maryland. Situata quasi interamente all’interno della provincia fisiografica Appalachian Ridge and Valley, la contea è costituita da un’ampia valle centrale che si eleva verso le montagne a ovest e a est. I principali corsi d’acqua sono i torrenti Conococheague, Antietam e Conodoguinet.

### Contee confinanti
- Contea di Juniata - nord
- Contea di Perry - nord-est
- Contea di Cumberland - nord-est
- Contea di Adams - est
- Contea di Frederick (Maryland) - sud-ovest
- Contea di Washington (Maryland) - sud
- Contea di Fulton - ovest
- Contea di Huntingdon - nord-ovest

## Storia
La contea di Franklin fu costituita il 9 settembre 1784. Il nome le è stato dato in onore di Benjamin Franklin, famoso giornalista, diplomatico e inventore statunitense.

## Comuni

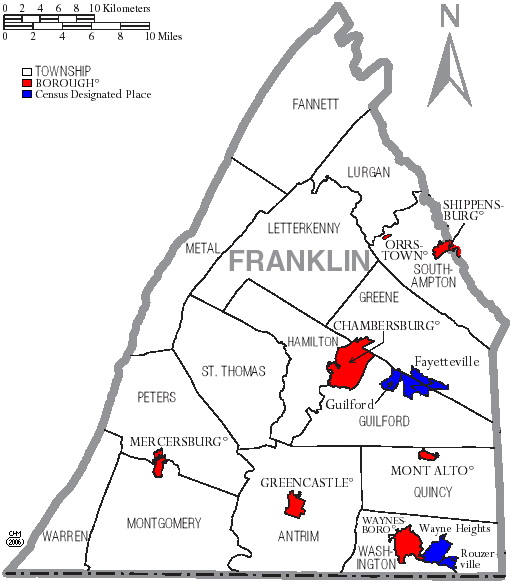
Cartina della Contea di Franklin con la suddivisione amministrativa in comuni. In rosso sono indicate city e borough, in bianco le township, e in blu i Census-designated place

La contea è amministrativamente suddivisa in sette borough e 15 township. Vi sono inoltre 4 census-designated place.
| - Antrim - township - Chambersburg (capoluogo) - borough - Fannett - township - Greencastle - borough - Greene - township - Guilford - township - Hamilton - township - Letterkenny - township - Lurgan - township - Mercersburg - borough - Metal - township | - Mont Alto - borough - Montgomery - township - Orrstown - borough - Peters - township - Quincy - township - Shippensburg - borough, in parte nella Contea di Cumberland - Southampton - township - St. Thomas - township - Warren - township - Washington - township - Waynesboro - borough |

### Census-designated place
- Fayetteville
- Guilford
- Rouzerville
- Wayne Heights